# Ataxia variegata
Ataxia variegata là một loài bọ cánh cứng trong họ Cerambycidae.